# 눈비산마을
눈비산마을은 자연생태계에 어울리는 농업을 실천하고 도시와 농촌의 공동체적 나눔으로 살기좋은 농촌만들기에 이바지함을 목적으로 1974년 7월 12일 설립허가된 대한민국 농림축산식품부 소관의 재단법인이다. 사무실은 충청북도 괴산군 소수면 입암리 570번지에 있다.